# Araneus acronotus
Araneus acronotus är en spindelart som först beskrevs av Grube 1861.  Araneus acronotus ingår i släktet Araneus och familjen hjulspindlar. Inga underarter finns listade i Catalogue of Life.